# Igreja de São Brás de Sindelsberg

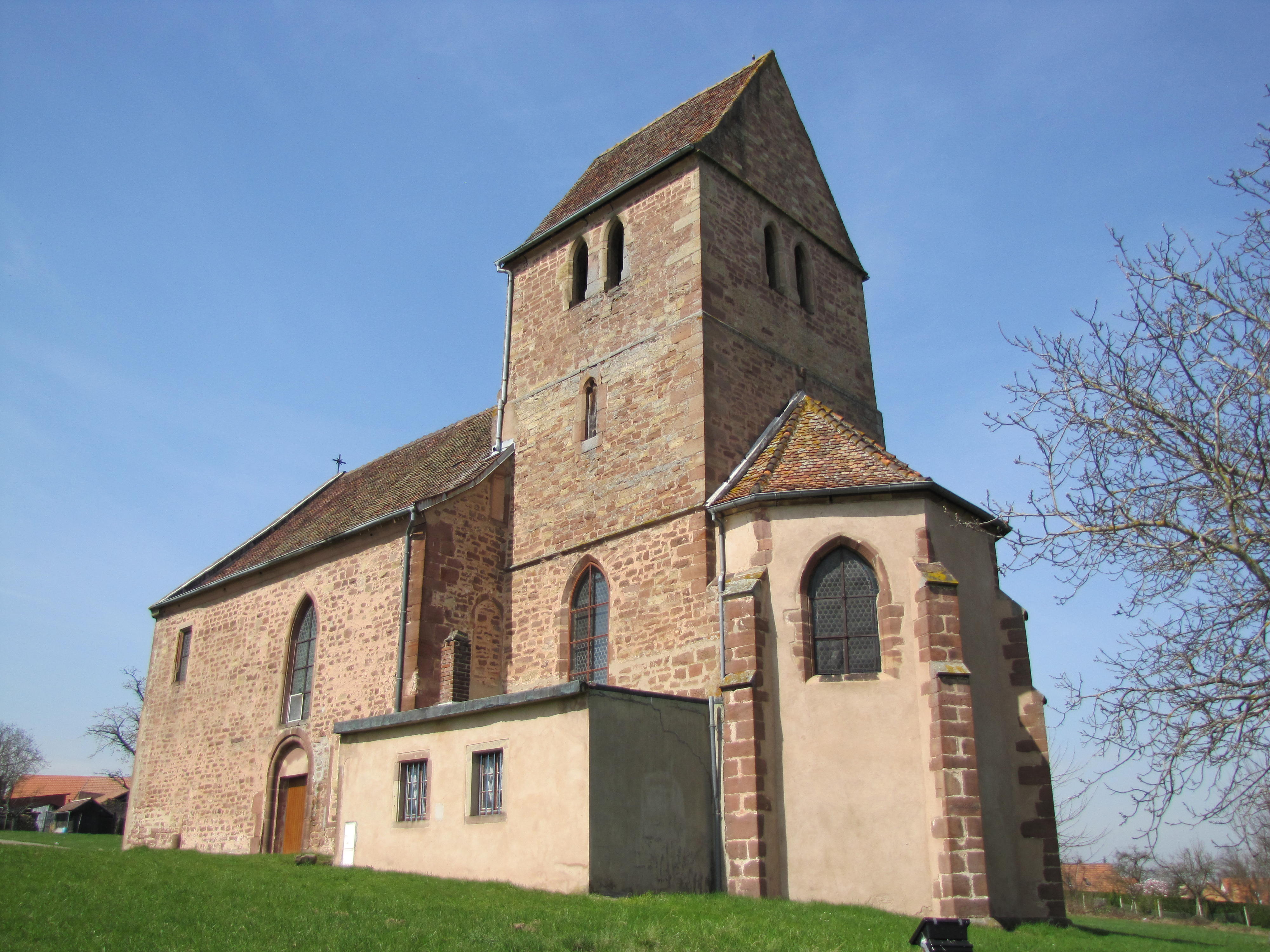
Igreja de São Brás de Sindelsberg

Igreja de São Brás de Sindelsberg é uma igreja em Marmoutier, Bas-Rhin, Alsace, na França. Originalmente datada do século XII, foi construída em 1584 e passou por reformas em 1872. Tornou-se um monumento histórico registrado em 1935.